# 최재성 (배우)
최재성(崔宰誠, 1964년 11월 18일~)은 대한민국의 배우이다.
원래는 복싱 선수 지망생이었지만 최재성의 부모는 복싱 선수를 하면 매를 너무 많이 맞는다는 이유로 최재성이 복싱 선수가 되는 것을 매우 강하게 반대했다. 그래서 최재성은 복싱 선수 대신 배우가 되었다. 1982년 연극 배우로 데뷔를 하였고, 1983년 KBS 10기 공채 탤런트로 선발되었다. 아마추어 복싱 선수 자격을 갖고 있다.
당대 최고의 미남이었으며 이 덕분에 1980년대 최고의 하이틴 스타로 명성을 날렸다.
싸움 실력이 뛰어나면서도 성격은 매우 유해서 2살 연하의 박중훈이 나이를 속이고 친구를 하자고 했을 때 처음에는 동갑인 줄 알고 친구가 되었지만 나중에 박중훈의 진짜 나이를 알고 나서도 여전히 절친한 친구로 남는 쪽을 택했다. 박중훈은 자기가 나이를 속였음에도 40살이 넘어간 이후에도 계속 친구로 대우해주는 최재성을 매우 고마워했다.

## 학력
- 1977년 서울수유초등학교(졸업)
- 1980년 경신중학교(졸업)
- 1983년 상문고등학교(졸업)
- 1985년 서울예술전문대학 방송연예과 전문학사(졸업)
- 1989년 강남사회복지학교 도서관학과(졸업)
- 1995년 경원대학교 경영대학원 경영학과(졸업)

## 경력
- 1983년 KBS 10기 공채 탤런트
- 1996년 코리아주용 비상임대표이사

## 출연

### 드라마
- 1984년 KBS 2TV 청소년 드라마 《고교생 일기》
- 1984년 KBS 1TV 특집드라마 《함정》
- 1984년~1985년 KBS 2TV 메디컬드라마 《간호병동》
- 1985년 KBS 1TV 일일연속극 《고향》
- 1985년 KBS 1TV 특집드라마《별을 쫓는 야생마》
- 1985년 KBS 2TV 주말연속극 《초원에 뜨는 별》
- 1986년 KBS 1TV 대하드라마 《노다지》 - 김수신 역
- 1987년 KBS 2TV 청춘드라마 《사랑이 꽃피는 나무》 - 이찬우 역
- 1991년 MBC 창사특별기획 《여명의 눈동자》 - 최대치 역
- 1991년 SBS 주말극장 《은하수를 아시나요》 - 윤지명 역
- 1992년 SBS 주말극장 《두려움 없는 사랑》 - 윤명노 역
- 1994년 SBS 일요아침드라마 《까치네》 - 최강일 역
- 1994년 SBS 월화드라마 《여태 뭘 했수》 - 동석환 역
- 1995년 SBS 납량특집드라마 《냉동인간》 - 정우 역
- 1995년 SBS 월화드라마 《야망의 불꽃》 - 박준재 역
- 1996년 MBC 미니시리즈 《화려한 휴가》 - 강주훈 역
- 1997년 MBC 일일연속극 《욕망》 - 오윤석 역
- 1997년 MBC 대하드라마 《미망》 - 전태남 역
- 1997년 MBC 추석특집극 《누리야 누리야 뭐하니》 - 야채 장수 영발 역
- 1997년 KBS 2TV 주말연속극 《아씨》 - 김수만 역
- 1998년 KBS 2TV 납량특집드라마 《전설의 고향 - 1998년 - 방울소리》
- 1998년 MBC 단막극 《일요베스트 - 땅끝으로 가는 마차》
- 1998년 SBS 일일드라마 《미우나 고우나》 - 정동호 역
- 1998년 SBS 드라마 스페셜 《승부사》 - 이종식 역
- 1998년 KBS 1TV 건국 50주년 특집극 《전쟁과 사랑》 - 독고 준 역
- 1999년 MBC 6.25 특집극 《오른손과 왼손》 - 두호 역
- 2000년 KBS 2TV 특별기획드라마 《천둥소리》 - 허균 역
- 2000년 MBC 단막극 《MBC 베스트극장 - 천국까지 100마일》 - 오봉재 역
- 2000년 SBS 아침연속극 《사랑과 이별》 - 강현준 역
- 2002년 KBS 1TV 대하드라마 《제국의 아침》 - 정종 역
- 2002년 SBS 대하드라마 《야인시대》 - 종로경찰서 사법계 마루오까 경부 역
- 2004년 SBS 대기획 《장길산》 - 장길산의 양아버지 장충 역
- 2004년 KBS 1TV 대하드라마 《불멸의 이순신》 - 원균 역
- 2006년 SBS 대하사극 《연개소문》 - 이밀 역
- 2007년 MBC 미니시리즈 《개와 늑대의 시간》 - 리랏 마오 역
- 2009년 KBS 2TV 대하드라마 《천추태후》 - 강조 역
- 2010년 KBS 1TV 특별기획 역사 드라마 《거상 김만덕》 - 김응렬 역
- 2011년 SBS 주말극장 《내사랑 내곁에》 - 고진국 역
- 2011년 JTBC 미니시리즈 《발효가족》 - 강도식 역
- 2012년 KBS 1TV 대하드라마 《대왕의 꿈》 - 계백 역[2]
- 2013년 SBS 일일드라마 《잘 키운 딸 하나》 - 설진목 역
- 2014년 KBS 2TV 수목드라마 《감격시대: 투신의 탄생》 - 신영출 역
- 2014년 KBS 2TV 수목드라마 《조선 총잡이》 - 박진한 역(특별 출연)
- 2014년 KBS 2TV TV소설 《일편단심 민들레》 - 신대성 역
- 2015년 MBC 미니시리즈 《맨도롱 또똣》 - 진태용 역(특별 출연)
- 2015년 SBS 심야드라마 《심야식당》 - 류 역
- 2015년 KBS 1TV 일일연속극 《우리집 꿀단지》 - 강태준 역
- 2017년 KBS 2TV TV소설 《꽃 피어라 달순아!》 - 정선기 역
- 2017년 TvN 토일드라마 《변혁의 사랑》 - 변강수 역
- 2018년 KBS 2TV 주말드라마 《같이 살래요》 - 이미연의 아버지 역(특별 출연)
- 2018년 KBS 1TV 일일연속극 《내일도 맑음》 - 박진국 역
- 2019년 KBS 2TV 일일드라마 《왼손잡이 아내》 - 오룡 역(특별 출연)
- 2019년 TvN 월화드라마 《60일, 지정생존자》 - 이관묵 역
- 2020년 KBS 2TV 일일드라마 《비밀의 남자》 - 한대철 역
- 2021년 KBS 2TV 주말드라마 《신사와 아가씨》 - 마용필 역
- 2023년 KBS 2TV 일일드라마 《비밀의 여자》 - 정현태 역
- 2024년 KBS 1TV 일일연속극 《결혼하자 맹꽁아!》 - 맹경태 역

### 영화
- 1986년 《이장호의 외인구단》 - 오혜성(까치) 역
- 1986년 《작은 고추》 - 세일 역
- 1987년 《고속도로》 - 진영 역
- 1987년 《물망초》 - 철수 역
- 1988년 《아스팔트 위의 동키호테》 - 동기 역
- 1988년 《돌아이 4 - 둔버기》 - 돌아이 역
- 1988년 《이장호의 외인구단 2》 - 오혜성(까치) 역
- 1988년 《지금은 양지》 - (특별 출연)
- 1988년 《풀잎사랑》 - 재민 역
- 1989년 《달콤한 신부들》 - 고생 역
- 1989년 《내 사랑 동키호테》 - 동기 역
- 1989년 《담다디》
- 1991년 《사랑은 지금부터 시작이야》 - 최 선생 역
- 1991년 《독재소공화국》 - 김선우 역
- 1993년 《아담이 눈뜰 때》 - 아담 역
- 1994년 《장미빛 인생》 - 동팔 역
- 1995년 《도둑과 시인》 - 김도우 역
- 1996년 《투맨》 - K / 도식 역
- 1997년 《파트너》 - 강훈 역
- 1999년 《깡패 수업 2》 - (특별 출연)
- 2000년 《깡패 수업 3》 - 성제 / 강타 역
- 2000년 《흑우》 - 김정길 역
- 2000년 《아티스트》 - (우정 출연)
- 2001년 《7인의 새벽》
- 2002년 《싸울아비》 - 김진오(싸울아비) 역
- 2007년 《우리에게 내일은 없다》 - 김 사장 역
- 2007년 《꿈은 이루어》 - 박 단장 / 코치 역
- 2008년 《무림여대생》 - 갑성 역

### 연극
- 1985년 《에쿠우스》

### 예능
- 1987년 KBS 1TV 《가요무대》

### 광고
- 1985년 한국 코카-콜라 킨사이다 - 텐트
- 1985년 롯데웰푸드 스파우트껌 - 깨물면 터져요 (feat 채시라, 장서희)
- 1985년 롯데칠성음료 펩시코 펩시 콜라
- 1986년 오리온 슈샤드초콜릿 - 야구장
- 1986년 청보식품 핀토스 청바지 - 통나무 다리 만들기
- 1987년 청보식품 핀토스 청바지 - 젊음은 자유
- 1987년 청보식품 모모라면
- 1987년 (주)몬테로사 인터내셔널 푸마
- 1987년 일화 맥콜 - 재회 (feat 최수지)
- 1988년 LF 타운젠트
- 1991년 에스콰이아 영에이지 심플리트
- 1993년 (주)쥬리아화장품 타게트 멤버스 (feat 김혜리)
- 1995년 OB 맥주 OB 넥스
- 2010년 이티에스생명과학 모닝후
- 2011년 이티에스생명과학 모닝플러스
- 2018년 바이럭스 홈런킹
- 2018년 바이럭스 홈런오빠

## 수상 및 후보
| 연도 | 시상식                            | 부문                           | 작품              | 결과 |
| ---- | --------------------------------- | ------------------------------ | ----------------- | ---- |
| 1986 | 제22회 백상예술대상               | TV부문 남자 신인연기상         | 별을 쫓는 야생마  | 수상 |
| 1986 | 제25회 대종상                     | 신인남우상                     | 이장호의 외인구단 | 수상 |
| 1987 | 중앙일보 주간중앙 우리들의 스타상 | 영화부문 남자 신인상           |                   | 수상 |
| 1991 | MBC 방송대상                      | 남자 최우수연기상              | 여명의 눈동자     | 수상 |
| 1992 | 제28회 백상예술대상               | TV부문 남자 최우수연기상       | 여명의 눈동자     | 수상 |
| 1993 | 제20회 한국방송대상               | 남자탤런트상                   | 두려움 없는 사랑  | 수상 |
| 1996 | MBC 연기대상                      | 남자 최우수연기상              | 화려한 휴가       | 후보 |
| 2009 | KBS 연기대상                      | 장편드라마부문 남자 우수연기상 | 천추태후          | 후보 |
| 2014 | KBS 연기대상                      | 일일극부문 남자 우수연기상     | 일편단심 민들레   | 수상 |
| 2023 | 대한민국 한류문화 대상            | 연기자 부문                    | 빈칸              | 수상 |
| 2024 | KBS 연기대상                      | 일일드라마부문 남자 우수연기상 | 결혼하자 맹꽁아!  | 후보 |

## 홍보대사
- 2005년 부안군 관광홍보대사
- 2007년 김포시 홍보대사[3]
- 2021년 인천광역시 동구 명예관광홍보대사

## 가족
- 아버지: 최상현(연극 배우·연극 연출가·KBS PD)
- 부인: 황세옥(가수)

## 친척
- 배우 최진실(1968~2008)·최진영(1970~2010)과는 6촌 관계이다.[4][5]